# D.I.C.
D.I.C. är en kulle i Antarktis. Den ligger i Sydshetlandsöarna. Argentina, Chile och Storbritannien gör anspråk på området. Toppen på D.I.C. är 260 meter över havet.
Terrängen runt D.I.C. är huvudsakligen kuperad, men norrut är den platt. Havet är nära D.I.C. norrut. Trakten är glest befolkad. Närmaste befolkade plats är Maldonado Station, 6,4 kilometer nordväst om D.I.C.. 